# Oregon Scientific
Pour les articles homonymes, voir Oregon (homonymie).
 (juillet 2013).
Oregon scientific est une société américaine originaire de Portland, dans l'État de l'Oregon (États-Unis) et actuellement basée à Tualatin en Oregon.
Le tribunal a prononcé la liquidation judiciaire de la société Oregon Scientific France en décembre 2020.
Il n'y a plus d'activités ou de service SAV en France

## Produits
Elle fabrique des stations météo, récepteurs radiométéo, réveils, radio-réveils, horloges, montres, caméras de surveillance, jouets éducatifs, cardiofréquencemètres, défibrillateur automatique implantable, podomètre, altimètre, talkie-walkie, etc.